# トーレ・ケラー
トーレ・ベルティル・ゴットフリード・ケラー（Tore Bertil Gottfrid Keller、1905年1月4日 - 1988年7月15日）は、スウェーデン・ノーショーピング出身の元同国代表サッカー選手。ポジションはフォワード。

## 略歴
1924年から1938年までスウェーデン代表でプレーし、FIFAワールドカップは1934年大会と1938年大会の2度、オリンピックには1924年パリオリンピックに出場し、後者の大会では19歳ながら銅メダルを獲得した。しかし、フル代表通算25試合は、14年間で経験した試合とすると少ない。これには、ケラーは類まる才能を持った点取屋ではあったが、自由奔放なプレーで監督の言いつけを破ることが多く、構想外の時期が長かったことが原因である。
2021年、スウェーデンサッカー協会によって74人目のスウェーデンサッカー殿堂入りを果たした。

## タイトル

### クラブ
IKスレイプニル
- アルスヴェンスカン : 1回 (1937-38)

### 代表
スウェーデン代表
- オリンピック銅メダル : 1回 (1924)